# Carisbrook (Australia)
Carisbrook – miasto w Australii, w stanie Wiktoria.